# Multishow ao Vivo
Multishow ao Vivo é uma série de shows promovidos pelo canal de televisão por assinatura Multishow e posteriormente lançados em CD, DVD e blu-ray. Seguindo a fórmula de seu principal rival, o MTV ao Vivo, da extinta MTV Brasil, o repertório costuma ser de grandes sucessos, com a inclusão de participações de outros artistas, em alguns projetos.
Em alguns casos pontuais, alguns shows que originaram os álbuns também foram transmitidos ao vivo, como por exemplo os álbuns lançados pelas bandas Kid Abelha e Os Paralamas do Sucesso, ambas as bandas comemorando 30 anos de carreira.

## Artistas participantes
| Nº | Gravação | Lançamento | Artista                       | Álbum                                                                               |
| -- | -------- | ---------- | ----------------------------- | ----------------------------------------------------------------------------------- |
| 1  | 2006     | 2007       | Ivete Sangalo                 | Multishow ao Vivo: Ivete no Maracanã                                                |
| 2  | 2007     | 2007       | Caetano Veloso                | Multishow ao Vivo: Caetano Veloso - Cê                                              |
| 3  | 2007     | 2008       | Ana Carolina                  | Multishow ao Vivo: Ana Carolina - Dois Quartos                                      |
| 4  | 2008     | 2008       | Capital Inicial               | Multishow ao Vivo: Capital Inicial                                                  |
| 5  | 2008     | 2009       | Vanessa da Mata               | Multishow ao Vivo: Vanessa da Mata                                                  |
| 6  | 2009     | 2009       | Rita Lee                      | Multishow ao Vivo: Rita Lee                                                         |
| 7  | 2010     | 2010       | Skank                         | Multishow ao Vivo: Skank no Mineirão                                                |
| 8  | 2010     | 2010       | Maria Gadú                    | Multishow ao Vivo: Maria Gadú                                                       |
| 9  | 2010     | 2010       | Ivete Sangalo                 | Multishow ao Vivo: Ivete Sangalo no Madison Square Garden                           |
| 10 | 2010     | 2011       | Os Paralamas do Sucesso       | Multishow ao Vivo: Paralamas Brasil Afora                                           |
| 11 | 2010     | 2011       | Caetano Veloso e Maria Gadú   | Multishow ao Vivo: Caetano e Maria Gadú                                             |
| 12 | 2011     | 2011       | NX Zero                       | Multishow ao Vivo: NX Zero - 10 Anos                                                |
| 13 | 2011     | 2012       | Jota Quest                    | Multishow ao Vivo: Jota Quest - Folia & Caos                                        |
| 14 | 2011     | 2012       | Adriana Calcanhotto           | Multishow ao Vivo: Adriana Calcanhotto - Micróbio Vivo                              |
| 15 | 2012     | 2012       | Kid Abelha                    | Multishow ao Vivo: Kid Abelha - 30 Anos                                             |
| 16 | 2012     | 2013       | Zeca Pagodinho                | Multishow ao Vivo: Zeca Pagodinho - 30 Anos - Vida que Segue                        |
| 17 | 2013     | 2013       | Paula Fernandes               | Multishow ao Vivo: Paula Fernandes - Um Ser Amor                                    |
| 18 | 2013     | 2013       | Naldo Benny                   | Multishow ao Vivo: Naldo Benny                                                      |
| 19 | 2013     | 2014       | Caetano Veloso                | Multishow ao Vivo: Caetano Veloso - Abraçaço                                        |
| 20 | 2013     | 2014       | Ivete Sangalo                 | Multishow ao Vivo: Ivete Sangalo - 20 Anos                                          |
| 21 | 2013     | 2014       | Os Paralamas do Sucesso       | Multishow ao Vivo: Os Paralamas do Sucesso - 30 Anos                                |
| 22 | 2014     | 2016       | Paulo Gustavo                 | Multishow ao Vivo: Paulo Gustavo - Hiperativo (stand up)                            |
| 23 | 2015     | 2016       | Caetano Veloso e Gilberto Gil | Multishow ao Vivo: Caetano Veloso e Gilberto Gil - Dois Amigos, Um Século de Música |